# بازآرایی هایاشی
بازآرایی هایاشی (انگلیسی: Hayashi rearrangement) یک واکنش شیمیایی است که طی آن یک اورتو-بنزویل‌بنزوئیک اسید در حضور سولفوریک اسید یا فسفر پنتااکسید فروکافت می شود: